# اتفاقية ياوندي
اتفاقية ياوندي كانت اتفاقية موقعة في مدينة ياوندي بالكاميرون بين الجماعة الاقتصادية الأوروبية والدول الأفريقية المنتسبة ومدغشقر وموريشوس في عام 1963 وعام 1969 على التوالي.

## الاتفاقيات

### الاتفاقية الأولى (1964-1969)
تم التوقيع على أول اتفاقية شراكة بين المجموعة الاقتصادية الأوروبية والمستعمرات الإفريقية السابقة الثمانية عشر التي حصلت على استقلالها مؤخرًا في ياوندي في 20 يوليو 1963 ودخلت حيز التنفيذ في 1 يونيو 1964. أقاليم ما وراء البحار لها فترة صلاحية 5 سنوات.

### الاتفاقية الثانية (1971-1975)
بعد انتهاء صلاحية المعاهدة الأولى تم التوقيع على معاهدة جديدة في 29 يوليو 1969. ودخلت لاحقًا حيز التنفيذ في 1 يناير 1971 وأصبحت مدغشقر وموريشيوس الدولتين الإفريقيتين التاسعة عشر التي تشارك في الاتفاقية. كانت هناك علاقة وثيقة بين البلدان الإفريقية وبلدان البحيرات العظمى الأفريقية في كينيا وأوغندا وتنزانيا. لذلك أرادت المجموعة الاقتصادية الأوروبية أن تدخل اتفاقية أروشا مع الدول الثلاث حيز التنفيذ في نفس تاريخ اتفاقية ياوندي الثانية. انتهى كلا الاتفاقين وشكلا الأساس لاتفاقية لومي الأوسع لعام 1975.